# Carl Möller
För andra betydelser, se Carl Möller (olika betydelser).
Carl Oscar Möller, född 20 april 1857 i Malmö, död den 4 december 1933 i Harpsund, var en svensk arkitekt och ämbetsman. Möller ritade bland annat ett flertal kyrkor i slutet av 1800-talet och i början av 1900-talet.

## Liv och verk

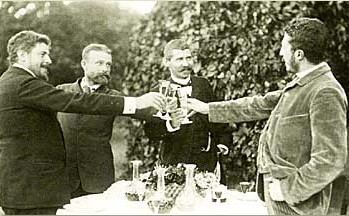
Konstnärsvännerna (från vänster): Oscar Björck, Teodor Lundberg, Carl Möller och Prins Eugen 1891 i Balingsta.

Möller utbildades i Stockholm vid Slöjdskolan 1870-73 och vid Konstakademien 1873-79 samt erhöll 1879 den kungliga medaljen. Åren 1879-81 gjorde han en studieresa till Tyskland, Frankrike, England, Italien och Österrike och var därvid vintern 1879-80 i Paris elev vid École des Beaux-Arts (Atelier Guadet). Han bosatte sig därefter i Stockholm, men genomförde flera studieresor i utlandet, framförallt till Paris. Han blev 1881 arkitekt i Överintendentsämbetet, 1903 förste intendent där och 1904 chef och överintendent samt var 1918-24 generaldirektör i Byggnadsstyrelsen. År 1896 gifte sig Möller med sångerskan Dagmar Bosse.
Vid sidan av sin ämbetsmannakarriär utförde Möller ett flertal uppdrag. Han var byggnadschef vid Stockholmsutställningen 1897 (där den smakfulla och praktiska disponeringen av terrängen var hans verk) samt ledamot av dess centralkommitté, samma år medlem av förvaltningsutskottet i kommittén för Sveriges deltagande i världsutställningen i Paris 1900, 1898 ledamot av sanatoriebyggnadskommittén, 1901 ledamot av överstyrelsen för jubileumsfonden, 1906 ordförande i Tekniska skolans styrelse och 1911 ordförande i regaliekommittén. Han blev 1890 ledamot av Konstakademien och 1901 ledamot i dess förvaltningsnämnd samt 1914 hedersledamot av Vitterhets-, historie- och antikvitetsakademien. Mellan åren 1919 till 1926 var han ledamot av Stockholms skönhetsråd.
Det var genom Möllers initiativ, som bronsavgjutningen av "Sankt Göran och draken" i Köpmanbrinken kom till år 1912. Möllers förnämsta verk är den i ren gotisk stil med ståtlig terrassanläggning utförda nygotiska Sankt Johannes kyrka som blev grundlagd 1884 och invigdes 1890. I Stockholm ledde han bland annat reparationsarbetet i Katarina kyrka 1891 och Sankt Jakobs kyrkas restaurering 1893. I övriga Sverige utfördes omkring 40 kyrkobyggnader och restaureringar liksom en del skolor utförts efter hans ritningar. Möller var på sin tid i fråga om kyrko- och skolbyggnader samt arkitektonisk anordning och disposition en av de främsta bland Sveriges arkitekter.

## Byggnader

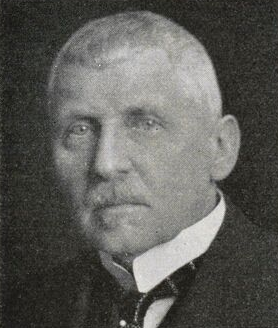
Möller på äldre dagar, okänt årtal.

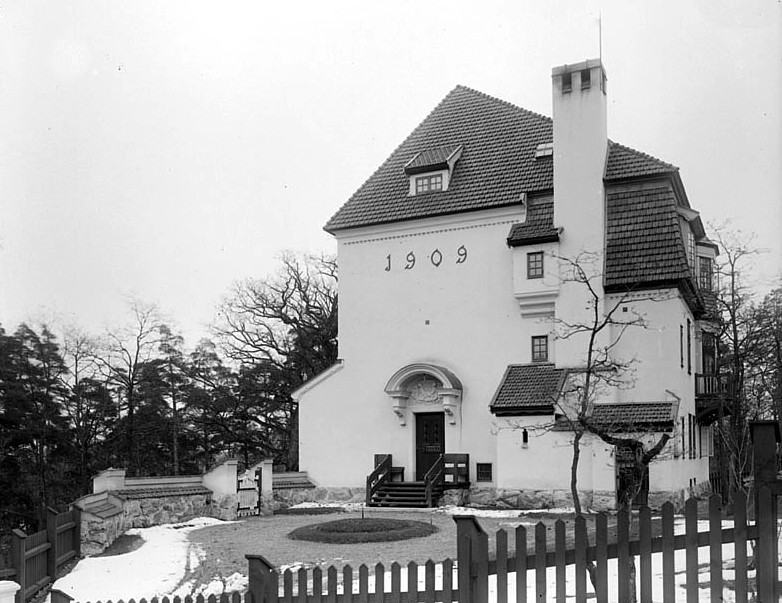
Den egna villan, Villa Bo.

- Gladsax kyrka (1883, ombyggnad av tornet)
- Landala kapell (1885)
- Ignaberga nya kyrka (1885–87)
- Orlunda kyrka (1888-89)
- S:t Johannes kyrka, Stockholm (1890)
- Johannes folkskola, Stockholm (1890)
- Tegneby kyrka (1891)
- Eslövs kyrka (1891)
- Gustaf Adolfskyrkan, Stockholm (1892)
- Stockholms arbetareinstitut (1893)
- Bro kyrka (1895, ombyggnad av tornet)
- Villa Lusthusporten, Djurgården i Stockholm
- Bäckaby kyrka (1898)
- Söderala kyrka (1899)
- Landsarkivet i Lund (1903)
- Kristine kyrka, Falun (1903-1906, genomgripande renovering)
- Stefanskyrkan, Stockholm (1904)
- Villa Bo, den egna villan på Södra Djurgården (1909)
- Sankt Jacobs kyrka, Stockholm (1909-1910)

## Bilder, verk i urval

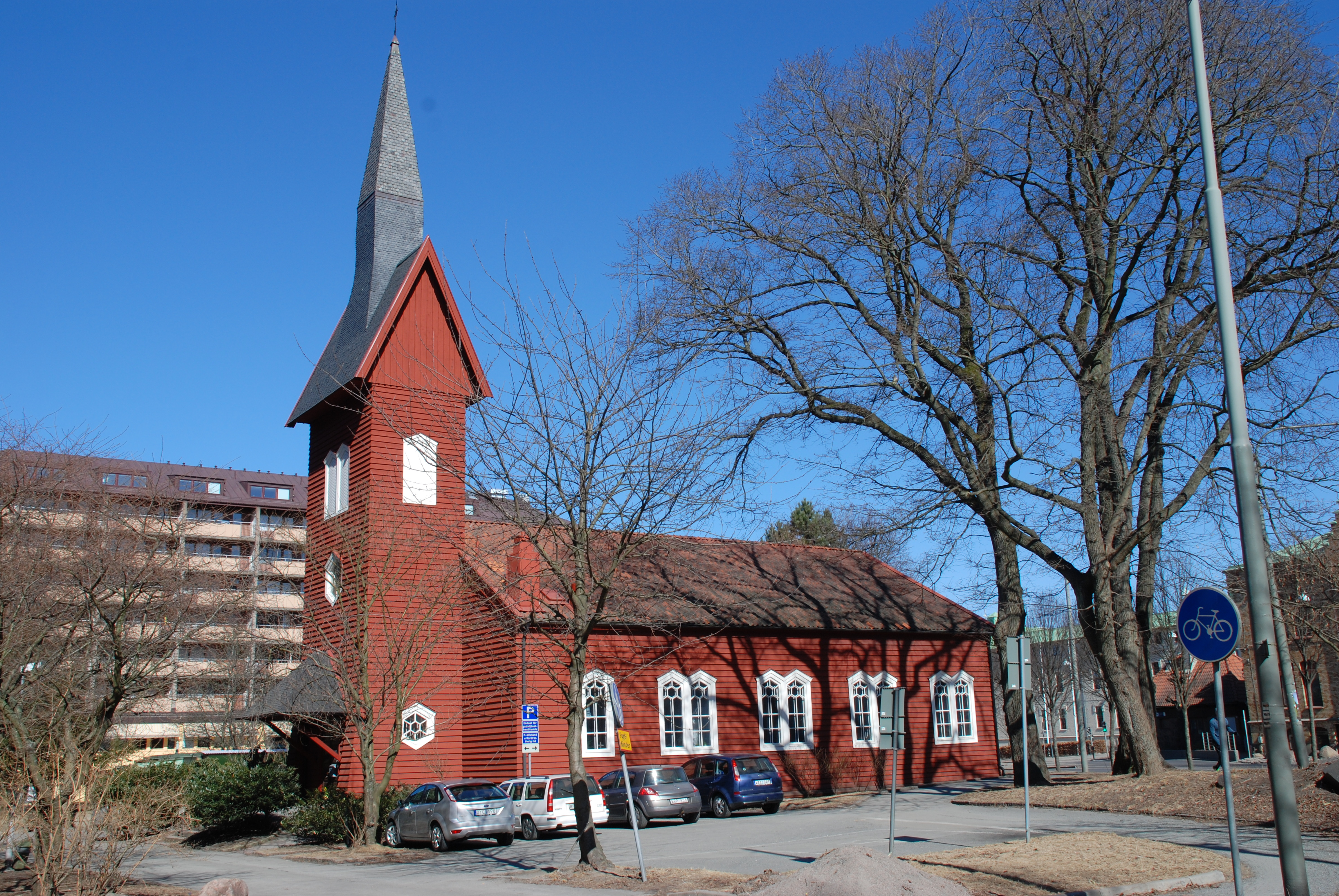
Landala kapell
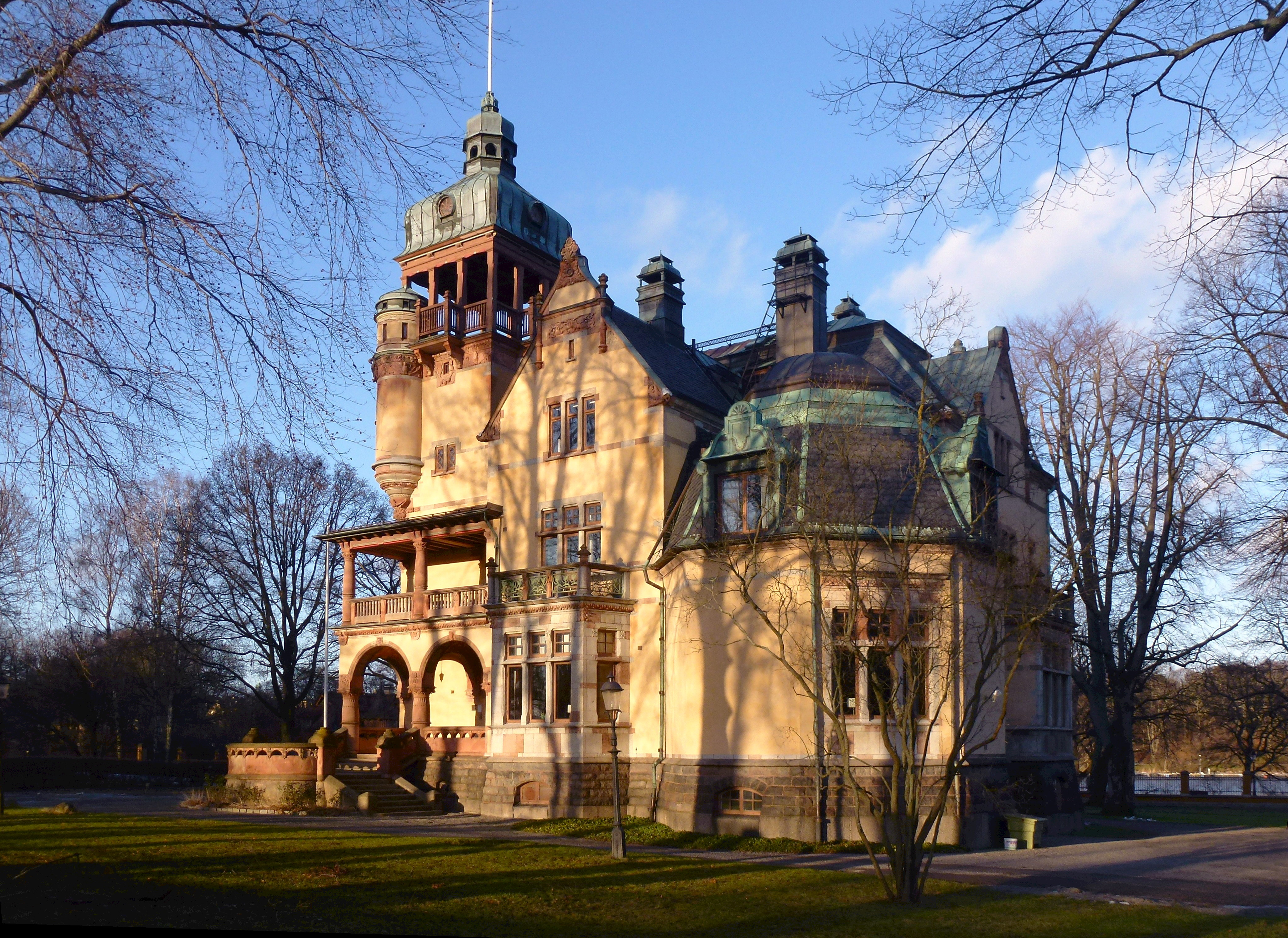
Villa Lusthusporten (ombyggnad)
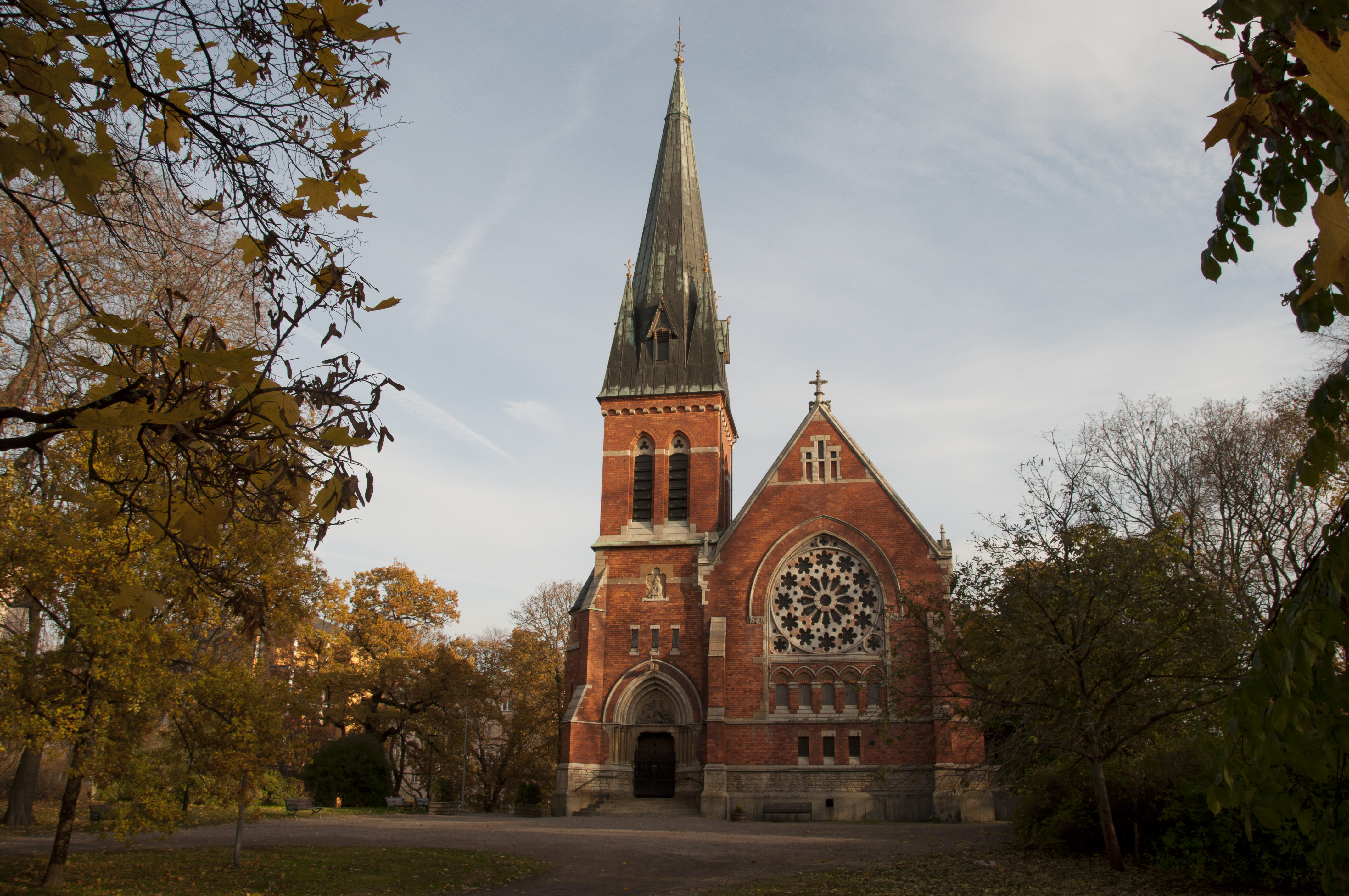
Gustaf Adolfskyrkan
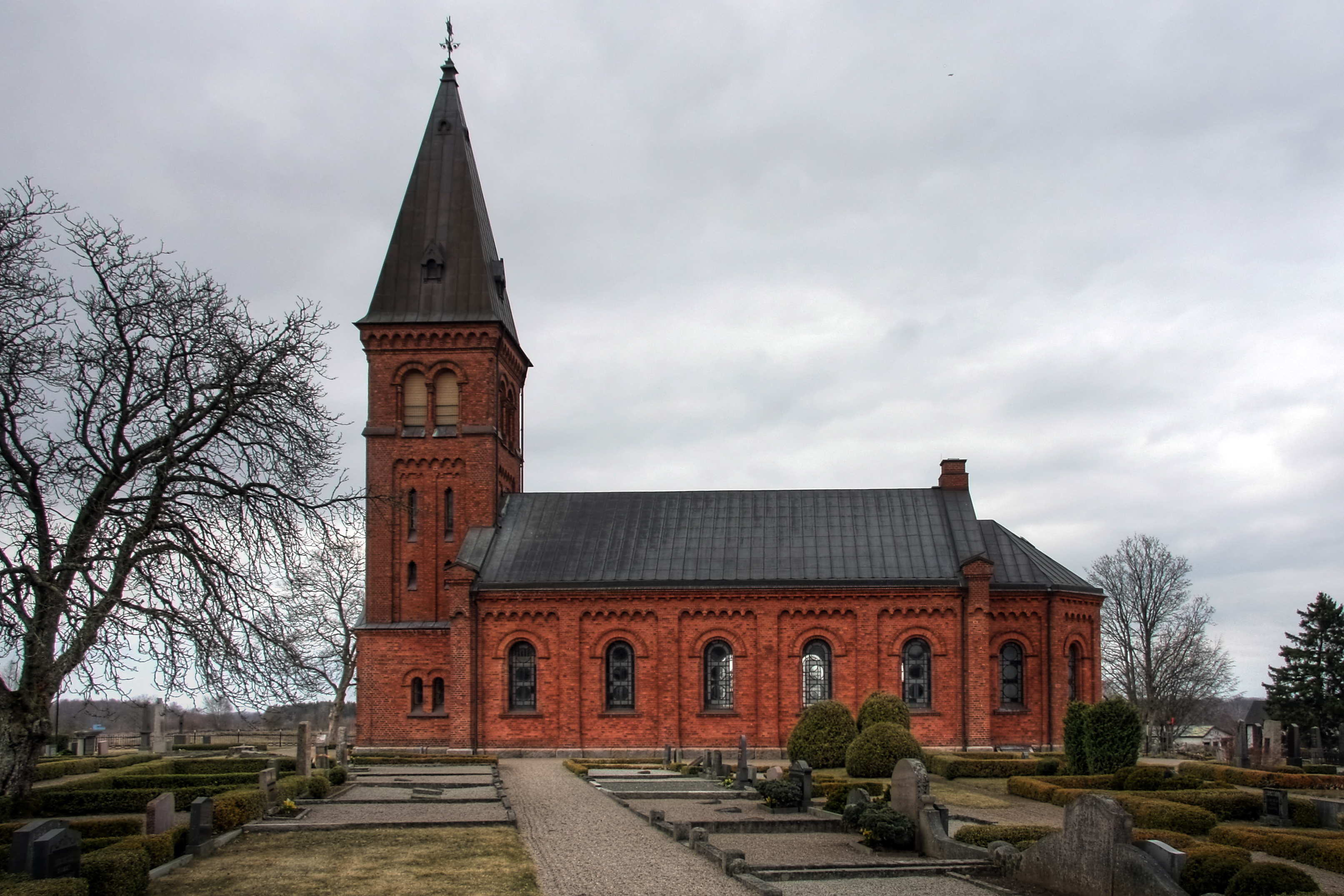
Ignaberga nya kyrka